# Trichostomum pyriforme
Trichostomum pyriforme là một loài rêu trong họ Pottiaceae. Loài này được Lesq. & James mô tả khoa học đầu tiên năm 1884.